# Creoleon turbidus
Creoleon turbidus is een insect uit de familie van de mierenleeuwen (Myrmeleontidae), die tot de orde netvleugeligen (Neuroptera) behoort. 
Creoleon turbidus is voor het eerst wetenschappelijk beschreven door Navás in 1920.